# 保罗·奎亚特
保罗·奎亚特是一位美国物理学家，1993年博士毕业于加州大學柏克萊分校，导师雷蒙德·赵，之后在因斯布鲁克大学安东·蔡林格的实验室完成博士后工作，后在洛斯阿拉莫斯国家实验室工作至2001年，之后入职伊利诺伊大学厄巴纳-香槟分校，2009年获美国光学学会颁发的R·W·伍德奖。